# Ultra mobile personal computer

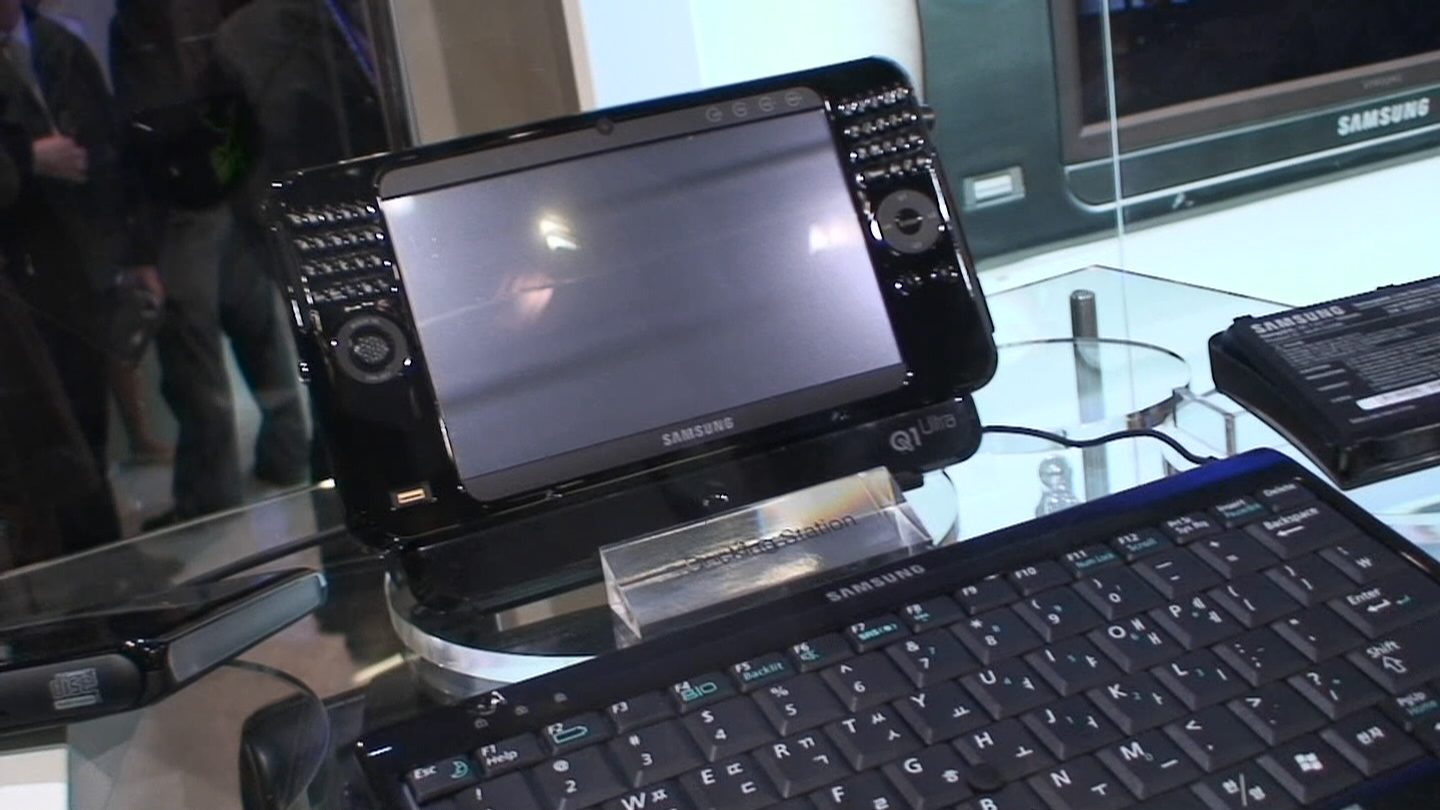
Een ultra mobile pc.

Een ultra mobile personal computer (afgekort umpc, codenaam Project Origami) is een kleinere vorm van een tablet-pc. De standaard werd onder andere ontwikkeld door Microsoft, Intel en Samsung. Huidige umpc's werken onder de besturingssystemen Windows XP Tablet PC Edition 2005, Windows Vista Home Premium Edition en Linux met zwakstroomprocessoren met 1 GHz van Intel Pentium of VIA C7-M.
Anno 2012 is een umpc echter voorbijgestreefd en worden in deze klasse smartphones, phablets en mini-tablets verkocht.

## Omschrijving
Umpc's hebben een touchscreen van 7 inch (20 cm) of kleiner met een minimum resolutie van 800 × 480 pixels. Daarbij is een Touch Pack Interface inbegrepen in de softwarepakketten om de handhelds geschikter te maken voor hand- en stylusbediening.
Umpc is enkel een platform waarop fabrikanten een eigen model mogen baseren. Dit gebeurt onder de voorwaarde dat ze zich houden aan de basisspecificaties die door Intel en Microsoft zijn opgesteld.
Ondanks de geringe maten is de umpc een volwaardige pc en kan hij gewone software draaien.

## Geschiedenis

### 2006
Begin 2006 werden op de CeBIT de eerste umpc's onthuld. Toen umpc op de CeBIT 2006 werd onthuld, hadden Samsung, ASUS en Founder group hun nieuwe umpc-modellen tentoongesteld. Ditzelfde jaar heeft Samsung op 1 maart 2006 de Q1 uitgebracht.

### 2007
In 2007 zijn er verschillende nieuwe modellen uitgekomen die verschillende records braken. De OQO model 02 is een compleet systeem met verschillende connectiemogelijkheden, waaronder wifi, bluetooth en EV-DO WWAN. Het draait op Windows XP en Vista. De OQO model 02 heeft een Guinness World Record als de kleinste volledig functionele computer ter wereld.
De Raon Digital Everun is ditzelfde jaar in de markt gezet als de umpc met de langste accuduur. De standaard accu heeft genoeg stroom om 6 tot 7 uur te blijven werken, met een alternatieve grotere accu kan dit tot 12 uur worden opgerekt. 
In oktober is tevens de Asus EEE PC uitgekomen die de netbookrevolutie begon.

### 2008
In 2008 zijn verschillende modellen uitgekomen, waaronder de Wibrain B1L en de ASUS R2H. In september kwam de eerste industriële umpc uit. Nova Mobility heeft met dit systeem een extra robuuste umpc gebouwd die is uitgerust met gps, wifi, bluetooth en 3G. 

## Specificaties
De umpc-standaard bestaat uit de volgende richtlijnen: als processor zullen de Intel Celeron M, Pentium M van 900 MHz of VIA C7-m processors toegelaten worden tot de standaard, deze is later geüpdatet met nieuwere processors waaronder de Intel Atom.
De systemen zullen 256 MB tot 1024 MB aan werkgeheugen bevatten en krijgen een harde schijf van 30 GB tot 160 GB. Er dient tevens ondersteuning te zijn voor de bluetooth, wifi en ethernet. Umpc's kunnen naast de standaardapparatuur ook accessoires als gps, webcams, vingerafdruklezers, stereospeakers, tv-tuners of kaartlezers gebruiken.